# Cichorium intybus var. foliosum

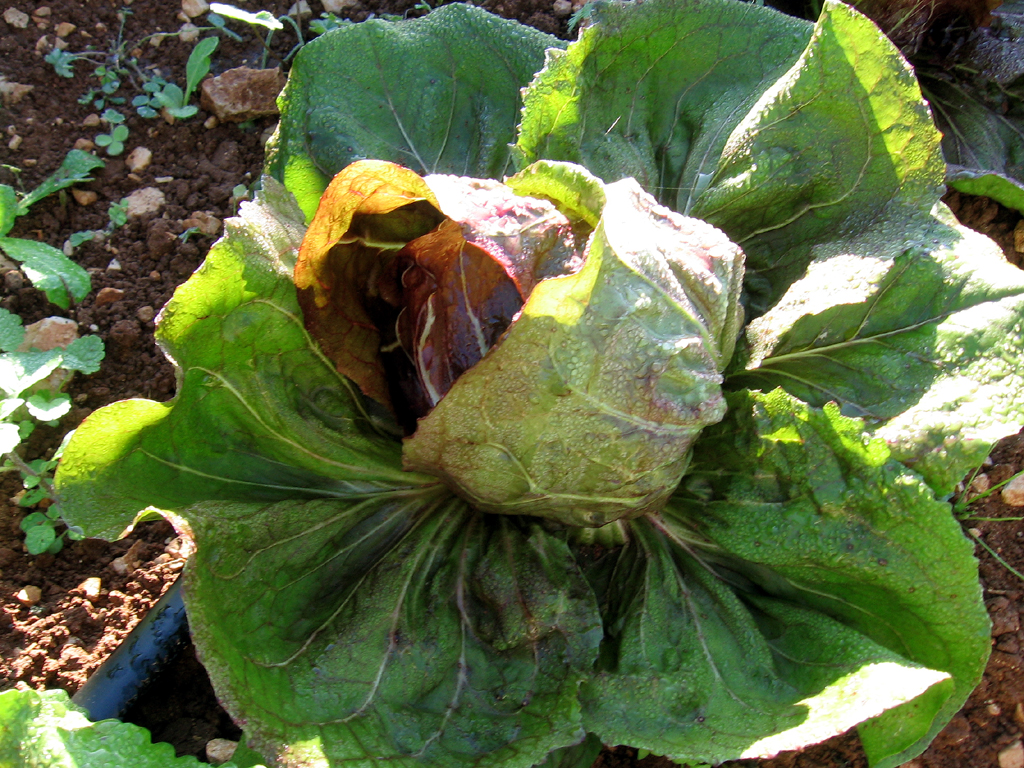
Radicchio en terreno.

Cichorium intybus var. foliosum, de nombre común radicchio, es una variedad de achicoria que forma densos cogollos, habitualmente de color morado. Cultivada sobre todo en Italia, es muy apreciada en gastronomía. 
También llamada achicoria roja.
Su sabor tiende a ser ligeramente amargo.